# Кураб
Кураб-городи́ще — урочище на территории Кромского района Орловской области, в котором располагается многослойный археологический памятник — городище Лужки.
Городище находится в 0,6 км к юго-востоку от деревни Пашково (Лужки), занимает высокий мыс на правом берегу реки Оки.
Площадка поселения размером 95 × 50 м, с севера (со стороны плато) укреплена сильно оплывшим валом. Раскопками Т. Н. Никольской в 1959 году вскрыта площадь около 1500 м².
В VI—II веках до н. э. в урочище существовало поселение позднезольничной (сейминской) культуры раннего железного века.
В более поздних слоях встречается керамика балтской мощинской культуры — это самая южная точка её распространения.
В IX—X веках на мысу был основан городок — в слоях этой эпохи обнаружены прямоугольная землянка (4 × 4 м), развалы каменно-глинобитных печей и многочисленные обломки лепной керамики роменского типа.
В слоях XI—XIII веков обнаружены землянка с глинобитной печью, гончарная керамика с волнистым и линейным орнаментом, многочисленные предметы быта, сельского хозяйства и промыслов, две серебряные монеты весом 1,82 и 1,06 г — подражание восточному дирхаму X—XI веков.

## Современное состояние
Дайверы-любители обнаружили сеть подводных пещер, в которых человек может находиться длительное время, а также подземный ход в одну из гор (пока неисследованный ввиду ряда объективных причин). Причём раньше этот ход имел наземный лаз, оборудованный лестницей, со всеми удобствами, а потом обрушился.
Городище Кураб также считается «священным местом» у приверженцев неоязыческих культов. Некоторые считают священным не всё городище, а только родник, который бьёт меж двух гор.